# Саутвуд-Ейкерс (Коннектикут)
Саутвуд-Ейкерс (англ. Southwood Acres) — переписна місцевість (CDP) в США, в окрузі Гартфорд штату Коннектикут. Населення — 7879 осіб (2020).

## Географія
Саутвуд-Ейкерс розташований за координатами 41°57′40″ пн. ш. 72°34′19″ зх. д. / 41.96111° пн. ш. 72.57194° зх. д. (41.960978, -72.571879).  За даними Бюро перепису населення США в 2010 році переписна місцевість мала площу 10,54 км², уся площа — суходіл.

## Демографія
Згідно з переписом 2010 року, у переписній місцевості мешкало 7657 осіб у 2999 домогосподарствах у складі 2209 родин. Густота населення становила 727 осіб/км².  Було 3046 помешкань (289/км²).
Расовий склад населення:
| - 95,1 % — білих - 1,4 % — чорних або афроамериканців - 1,2 % — азіатів - 0,1 % — корінних американців |

До двох чи більше рас належало 1,3 %. Частка іспаномовних становила 2,6 % від усіх жителів.
За віковим діапазоном населення розподілялося таким чином: 20,6 % — особи молодші 18 років, 60,8 % — особи у віці 18—64 років, 18,6 % — особи у віці 65 років та старші. Медіана віку мешканця становила 43,7 року. На 100 осіб жіночої статі у переписній місцевості припадало 92,5 чоловіків;  на 100 жінок у віці від 18 років та старших — 91,3 чоловіків також старших 18 років.
Середній дохід на одне домашнє господарство  становив 89 706 доларів США (медіана — 81 756), а середній дохід на одну сім'ю — 99 301 долар (медіана — 91 651). Медіана доходів становила 59 087 доларів для чоловіків та 55 887 доларів для жінок. За межею бідності перебувало 6,0 % осіб, у тому числі 7,6 % дітей у віці до 18 років та 7,6 % осіб у віці 65 років та старших.
Цивільне працевлаштоване населення становило 4177 осіб. Основні галузі зайнятості: освіта, охорона здоров'я та соціальна допомога — 20,0 %, виробництво — 14,2 %, роздрібна торгівля — 13,0 %, фінанси, страхування та нерухомість — 12,4 %.